# Yuta Toyokawa
Yuta Toyokawa (Japans: 豊川 雄太; Kumamoto, 9 september 1994) is een Japans voetballer die doorgaans speelt als aanvaller. In januari 2025 verruilde hij Kyoto Sanga voor Omiya Ardija.

## Clubcarrière
Toyokawa speelde op de Kumamoto Kenritse Ozu High School en kwam daarna terecht bij Kashima Antlers. Voor die club maakte hij zijn debuut in het seizoen 2014, toen hij uiteindelijk tot twee doelpunten in zeventien wedstrijden kwam. Het jaar erop speelde hij slechts als invaller mee (zesmaal) en hierop werd de aanvaller in januari 2016 voor twee seizoenen verhuurd aan Fagiano Okayama. Achtereenvolgens leverden deze jaargangen tien en acht competitietreffers op. Begin 2018 maakte KAS Eupen bekend Toyokawa te hebben gehuurd van Leeds United, dat hem zou hebben gekocht vanuit Japan. Leeds ontkende dit echter en later maakte Eupen bekend de Japanner zelf te hebben aangekocht maar te hebben overlegd met Leeds United, aangezien de twee clubs samenwerken. In zijn vierde wedstrijd voor Eupen viel Toyokawa tegen Royal Excel Moeskroen na zevenenvijftig minuten spelen voor Nils Schouterden. Op dat moment stond het 0–0. Binnen zestien minuten wist de Japanner driemaal te scoren en Luis García Fernández tekende ook nog voor een treffer. Zo won Eupen alsnog met 4–0. Door deze overwinning haalde Eupen concurrent KV Mechelen in op de ranglijst en werd degradatie ontweken. In juni 2018 verlengde de Japanner zijn verbintenis met één jaar tot medio 2020. Twee jaar na zijn komst naar Eupen keerde Tokoyama terug naar Japan, waar hij voor Cerezo Osaka ging spelen. In januari 2022 stapte hij over naar Kyoto Sanga, om drie jaar later naar Omiya Ardija te verkassen.

## Clubstatistieken
| Seizoen | Club              | Competitie      | Competitie | Competitie | Beker | Beker | Internationaal | Internationaal | Totaal | Totaal |
| Seizoen | Club              | Competitie      | Wed.       | Dlp.       | Wed.  | Dlp.  | Wed.           | Dlp.           | Wed.   | Dlp.   |
| ------- | ----------------- | --------------- | ---------- | ---------- | ----- | ----- | -------------- | -------------- | ------ | ------ |
| 2014    | Kashima Antlers   | J1 League       | 17         | 2          | 3     | 0     | —              | —              | 20     | 2      |
| 2015    | Kashima Antlers   | J1 League       | 6          | 0          | 1     | 0     | —              | —              | 7      | 0      |
| 2016    | → Fagiano Okayama | J2 League       | 40         | 10         | 0     | 0     | —              | —              | 40     | 10     |
| 2017    | → Fagiano Okayama | J2 League       | 35         | 8          | 0     | 0     | —              | —              | 35     | 8      |
| 2017/18 | KAS Eupen         | Eerste klasse A | 12         | 7          | 0     | 0     | —              | —              | 12     | 7      |
| 2018/19 | KAS Eupen         | Eerste klasse A | 38         | 9          | 0     | 0     | —              | —              | 38     | 9      |
| 2019/20 | KAS Eupen         | Eerste klasse A | 16         | 1          | 1     | 0     | —              | —              | 17     | 1      |
| 2020    | Cerezo Osaka      | J1 League       | 21         | 5          | 2     | 1     | —              | —              | 23     | 6      |
| 2021    | Cerezo Osaka      | J1 League       | 24         | 1          | 4     | 0     | 0              | 0              | 28     | 1      |
| 2022    | Kyoto Sanga       | J1 League       | 22         | 2          | 10    | 3     | —              | —              | 32     | 5      |
| 2023    | Kyoto Sanga       | J1 League       | 27         | 10         | 3     | 0     | —              | —              | 30     | 10     |
| 2024    | Kyoto Sanga       | J1 League       | 25         | 4          | 3     | 1     | —              | —              | 28     | 5      |
| 2025    | Omiya Ardija      | J2 League       | 0          | 0          | 0     | 0     | —              | —              | 0      | 0      |
| Totaal  | Totaal            | Totaal          | 283        | 59         | 27    | 5     | 0              | 0              | 310    | 64     |

Bijgewerkt op 6 februari 2024.

## Erelijst
| J-League Cup | 1 | 2015 |